# NGC 5555
NGC 5555 (również PGC 51124) – galaktyka spiralna (Sb), znajdująca się w gwiazdozbiorze Panny. Odkrył ją Ormond Stone w 1886 roku.